# 경상남도의 축제 목록
2004년 기준으로 경상남도에서 열리는 축제는 총 68개다.

## 축전 목록
| 지역     | 축제 명                       | 개최시기        | 주요 내용 | 주최/주관                                        |
| -------- | ----------------------------- | --------------- | --- | ------------------------------------------------ |
| 경상남도 | 경남퀴어문화축제              | 11월경          | 경남퀴어퍼레이드, 부스, 공연 | 경남퀴어문화축제 조직위원회                      |
| 거제시   | 해양스포츠 “바다로 세계로”    | 7월말 - 8월초   | 각종 바다스포츠, 전국에어로빅경기대회, 전국 바다장사씨름대회, 바다콘서트, 라디오열전                                                  | MBC스포츠국, 창원문화방송                        |
| 거제시   | 옥포대첩 기념제전             | 6월             | 제례봉행, 해군의장/군악대 시범, 팔랑개어장놀이, 임란사료전, 승첩풍어제,그네뛰기,석전대회,궁도대회 등                                  | 제전위원회, 거제문화원                           |
| 거제시   | 거제 예술제                   | 10월            | 거제예술상 시상식, 소극장축제, 각종 에술제, 오케스트라 초청공연                                                                       | 한국예총 거제지부                                |
| 거제시   | 거제 고로쇠 약수제            | 2월초           | 약수제례, 약수시음회, 약수빨리마시기 대회, 약수전통음식판매, 직판장 운영 등                                                           | 거제시, 고로쇠 약수 협의회                       |
| 거제시   | 대금산진달래축제              | 3월말 - 4월중순 | 민속공연, 공연행사, 단체스케치, 소원지달기, 허수아비만들기, 향토음식점운영, 그린캠페인 등                                             | 거제시                                           |
| 거창군   | 아림 예술제                   | 9월             | 시가행진, 시조경창대회, 마징밴드쇼, 천연염색전 및 기타 예술 행사                                                                      | 거창군                                           |
| 거창군   | 거창 국제연극제               | 7월             | 민속가무, 뮤지컬, 연극공연, 각종 학술 세미나, 문화체험, 워크샵                                                                        | (사)거창국제연극제육성진흥회, 거창군             |
| 고성군   | 고성 공룡나라 축제            | 4월말           | 고성공룡축제, 함평 나비 대축제 기획전, 교육관,테마관,놀이체험관, 학술대회, 문화/예술/공연행사 등                                      | 고성군, (사)고성공룡나라 축제추진위원회          |
| 고성군   | 소가야 문화제                 | 10월경          | 서제, 고성인의 밤, 가장행렬(구지봉설화,당항포의 북소리, 민속공연팀 행렬), 오광대 공연, 민속줄다리기, 문화예술행사 등                  | 고성군, 소가야문화제 보존회                      |
| 김해시   | 가락문화제                    | 5월             | 전야제, 공개행사, 민속행사, 동화구연대회                                                                                              | 김해시                                           |
| 김해시   | 분청 도자기 축제              | 10월            | 의식, 전시, 체험, 공연 등 부대행사 | 김해시, 김해도자기협회                           |
| 김해시   | 가야문화축제                  | 3~4월 중        | 가야 관련 공연, 전통 시장 등 | 김해시, (사)가야문화축제제전위원회               |
| 남해군   | 화전문화제                    | 10월            | 전야제, 축등행사, 군민화합 체육대회, 문화예술행사                                                                                     | 남해군, 남해문화원                               |
| 남해군   | 이충무공 노량해전 승첩제      | 4월             | 노량해전재현, 문화행사, 해군함정 관람, 거북선 관람                                                                                    | 남해군                                           |
| 남해군   | 정월대보름 달맞이행사         | 2월, 5월        | 풍어제, 해상불꽃놀이, 달집태우기, 대동놀이                                                                                            | 상주면, 상주해수욕장 번영회                      |
| 밀양시   | 밀양문화제                    | 4월 말          | 밀양아리랑의밤, 가장행렬, 박시춘가요제, 모범규수아랑 선발 등                                                                          | 밀양문화제 집전위원회                            |
| 밀양시   | 밀양 여름 공연 예술 축제      | 7월             | 초청공연, .젊은연출가전, 대학극전, 이윤택전 세미나등                                                                                  | 밀양연극촌, 연희단거리패                         |
| 밀양시   | 삼랑진 딸기 한마당 축제       | 3월 말 ~ 4월 초 | 풍년기원제, 딸기먹기 및 쌓기대회, 딸기품평회 및 먹거리장터, 딸기비교전시회                                                            | 삼랑진농협                                       |
| 밀양시   | 밀양 얼음골 사과 축제         | 11월초          | 우수사과품평회, 도전! 꿀사과, 사과재배 세미나, 민속놀이 및 전야제 등                                                                  | 얼음골사과 발전협의회                            |
| 사천시   | 와룡 문화제                   | 5월             | 와룡문화제서제, 길놀이마당, 도예전, 서예전, 시화전, 학생미술실기대회, 웅변대회, 시조경창대회, 등                                      | 사천시                                           |
| 사천시   | 전국 생선회 축제              | 5월             | 회썰기대회, 요리사 초빙경영대회, 생선회요리 전시회등                                                                                  | 삼천포수협                                       |
| 사천시   | 사천시 삼천포항 팔포전어 축제 | 8월             | 전어판매, 전어빨리먹기대회, 회만들기, 선박퍼레이드, 해산물재취경진대회, 해녀수영대회, 경매인참여, 전등제, 전어그리기대회              | 삼천포 팔포상가번영회                            |
| 산청군   | 남명 선비 문화 축제           | 8월             | 의병출정식, 남명서사극, 남명제, 전국한시백일장, 학술대회                                                                              | 산청군, 덕천서원, 남명연구원                     |
| 산청군   | 지리산 한방약초 축제          | 5월             | 축제홍보관, 참여/체험/전시/판매 행사, 제전, 공연행사,학술세미나                                                                       | 산청군                                           |
| 양산시   | 삽량 문화제                   | 10월 초         | 문예행사, 민속행사, 체육행사 | 양산문화원                                       |
| 의령군   | 의병제전                      | 4월             | 의병학술 토론회, 가장행렬 및 시가 행진, 전국의병 궁도대회, 의병격전지 남강 뗏목탐사, 의병출정식 재현,                                 | (사)의병제전위원회                               |
| 진주시   | 진주논개제                    | 5월             | 의암별제, 진주오광대, 진주삼천포농악, 진주검무, 진주포구락무, 논개투신재현 등                                                         | 진주시                                           |
| 진주시   | 개천예술제                    | 10월            | 예술경연, 민속경연, 예술문화축하행사, 각종 전시회 등                                                                                  | 진주문화예술재단                                 |
| 진주시   | 진주남강유등축제              | 10월            | 세계등전시, 한국의 전통 등전시, 창작등 전시, 유등 띄우기, 소망등달기 창작, 등만들기, 각종부대행사 등                                  | 진주시,진주문화예술재단                          |
| 진주시   | 진주민속 소싸움대회           | 10월            | 소싸움 대회, 민속공연 | 진주시, 경남일보, 한국진주 투우협회              |
| 창녕군   | 3.1 민속 문화제               | 3월             | 중요무형문화재 시연, 구계목도, 골목줄다리기, 시조경창대회, 민속짚공차기 등                                                            | 3.1민속문화향상회                                |
| 창녕군   | 부곡 온천제                   | 9월             | 온정제, 온천취수봉송, 칠선녀행력 등                                                                                                   | 부곡관광협의회                                   |
| 창녕군   | 비사벌 문화제                 | 10월초          | 진흥왕, 의병행렬, 기념식, 각종 문화 예술 체육 행사                                                                                    | 창녕군                                           |
| 창녕군   | 화왕산 갈대제                 | 10월초          | 산신제, 의병추모제, 통일기원횃불행진, 연날리기 등                                                                                     | 배바우산악회                                     |
| 창원시   | 시민의날 기념축제             | 4월             | 야철제례,축하공연, 동대항 체육경기, 직장한마당, 대학노래패공연, 시민합창                                                              | 창원시                                           |
| 창원시   | 창원 야철 축제                | 3월 ~ 4월       | 문창제놀이, 가장행렬, 고향의봄축제, 축하한마당                                                                                        | 창원시 야철 축제 제전 위원회                     |
| 창원시   | 천주산 진달래 축제            | 4월             | 산신제, 사생대회 및 백일장, 윷놀이,제기차기, 등산대회,자연보호등                                                                      | 창원시                                           |
| 창원시   | 비음산 진달래축제             | 5월             | 제례, 등산대회, 축악연주 | 창원시, 창원문화원                               |
| 창원시   | 창원 수박 축제                | 5월             | 수박품평회, 수박아가씨선발, 노래자랑                                                                                                  | 창원시                                           |
| 창원시   | 창원단감축제                  | 10월            | 전야제, 단감아가씨선발대회, 단감품평회                                                                                                | 창원시                                           |
| 창원시   | 창원종합예술제                | 10~11월         | 국악제, 음악제, 미술제, 연극공연, 미협회원전, 문학의 밤, 가을음악회, 무용페스티발, 전국사진 공모전등                                  | 창원시, 창원예총, 진해예총                       |
| 창원시   | 창원 책 문화 축제             | 10월            | 전시행사(북아트 등), 부대행사(뮤지컬행사), 부스행사                                                                                   | 창원시, 창원예총                                 |
| 창원시   | 마산가고파국화축제            | 10월            | 국화전시, 일반화훼 및 분화전시, 국화일상 생활전시, 국화재배체험장 운영 등                                                             | 창원시                                           |
| 창원시   | 마산 어시장 축제              | 9월중           | 풍어제, 어시장가요제, 불꽃놀이, 영페스티발, 어시장아지매선발대회 등                                                                   | 마산어시장 번영회                                |
| 창원시   | 가고파큰잔치                  | 5월             | 전야제, 기념식, 마산기네스북, 농청놀이 등 민속행사, 체육행사, 문화 예술행사, 축하행사                                                 | 창원시                                           |
| 창원시   | 만날제                        | 9월             | 만날제향, 민속향연, 윷놀이, 보물찾기, 시민노래자랑 등                                                                                 | 마산예술문화단체총연합회                         |
| 창원시   | 진해군항제                    | 4월             | 이충무공 승전행사, 추모제, 팔도명산물 시장, 시민 열림마당                                                                             | (사)이충무공호국정신선양회                       |
| 창원시   | 김달진 문학제                 | 9월             | 김달진문학상 시상식, 도서 및 옛편지글 전시회, 노인구연대회, 시낭송페스티벌, 심포지엄, 백일장                                          | 김달진문학제전위원회                             |
| 통영시   | 통영 나전칠기 축제            | 8월             | 통제영 12공방 재현, 나전칠기 제작과정 및 재료전시, 중요무형문화재작품전, 기타 무대공연 및 체험코너                                    | 전통공예관운영위원회, 무형문화재보존협회         |
| 통영시   | 통영 국제음악제               | 3월             | 오케스트라, 클래식 연주회, 프린지(합창,합주,실내악등), 통영을 빛낸 예술인 추모행사                                                    | 통영시, 창원MBC, 월간 객석                       |
| 통영시   | 한산대첩 축제                 | 8월             | 고유제 봉행서막식, 군점수조, 한산대첩재현, 한산대첩 기념제전 행사, KBS해변음악회 영상축제, 통영상륙작전 기념 행사, 한려수도 바다 축제 | 통영시, 해군 진해 기지사령부 해병 1사단, KBS창원 |
| 통영시   | 경남 국제 음악 콩쿠르         | 11월            | 윤이상 관련 음악3개부문 콩쿠르 대회(첼로, 피아노, 바이올린)                                                                           | 경남, 창원MBC, (재)통영국제음악회                |
| 하동군   | 토지 문학제                   | 10월            | 평사리문학대상작품 공모 및 시상, 토지백일장, 퀴즈문학아카데미                                                                         | 하동군, 하동문학회                               |
| 하동군   | 나림 이병주 문학제            | 4월             | 나림전국학생백일장, 나림독후감 공모 및 시상, 문학세미나 등                                                                            | 나림기념사업회                                   |
| 하동군   | 하동 문화제                   | 4월             | 문화예술종합전시회, 한시백일장, 민속경연대회                                                                                          | 하동군, 하동문화원                               |
| 하동군   | 개천대제                      | 10월            | 청학단풍제, 개천대제, 전통무술한마당                                                                                                  | 청학선원 배달성전                                |
| 하동군   | 고로쇠 약수제                 | 경칩전후        | 고로쇠 무료시음회, 약수제향, 고로쇠 축제 한마당                                                                                       | 고로쇠 생산자 협의회                             |
| 하동군   | 하동 야생차 문화축제          | 5월             | 찻사발축제, 전국어린이 차예절경연대회, 차여인 선발 대회, 차 시배지 다례식, 야생녹차가요제, 범패공연                                   | 하동야생차 문화축제추진 위원회                   |
| 하동군   | 화개장터 벚꽃 축제            | 4월             | 벚꽃 가수왕 선발, 특산물 판매장, 봄나물직판장, 벚꽃장사 선발전 등                                                                     | 하동군, 화개면 청년회                            |
| 하동군   | 전어 축제                     | 8월             | 전어무료시식회, 노래자랑, 해상불꽃놀이, 놀이한마당                                                                                    | 술상어촌계, 진교면 청년회                        |
| 하동군   | 참숭어 축제                   | 10월            | 참숭어 전시판매, 참숭어 고르기 대회, 참숭어 시식 코너                                                                                 | 하동군 수협                                      |
| 하동군   | 악양 대봉감축제               | 10월말-11월초   | 대봉감품평회, 대봉, 단감 시식회 및 요리, 민속놀이                                                                                     | 악양면 청년회                                    |
| 하동군   | 형제봉철쭉제                  | 5월 초          | 산신제, 전국산악인 등반, 지역주민 화합의 장                                                                                           | 악양 산우회                                      |
| 함안군   | 아라제                        | 9월             | 전야제, 공개행사, 문화전시 행사, 민속행사, 체육행사                                                                                   | 아라제위원회                                     |
| 함양군   | 함양 물레방아 축제            | 10월            | 문화예술행사, 모형물레방아전시, 벽송사 목장승깍기, 기백산산악 마라톤대회, 산약초전시                                                  | 함양군                                           |
| 합천군   | 대야 문화제                   | 10월            | 공연행사, 청소년행사, 민속경기, 체육행사, 전시행사, 가장행렬                                                                          | 합천군                                           |
| 합천군   | 황매산 철쭉제                 | 5월초           | 제례행사, 문예체험행사, 문화공연 | 황매산 철쭉제 제전위원회                         |
| 합천군   | 황강 모래 축제                | 8월초           | 출발동서남북, 물따라 달리기, 야외공연, 모래밭 체육대회                                                                                | 합천청년회의소                                   |
| 합천군   | 팔만대장경 축제               | 4월초           | 팔만대장경 이운 행렬, 템플스테이, 대장경인경. 판각체험, 문예행사                                                                      | 해인사.가야 청년회                               |

## 같이 보기
- 서울특별시의 축제 목록
- 부산광역시의 축제 목록
- 대구광역시의 축제 목록
- 인천광역시의 축제 목록
- 광주광역시의 축제 목록
- 대전광역시의 축제 목록
- 울산광역시의 축제 목록
- 세종특별자치시의 축제 목록
- 경기도의 축제 목록
- 강원특별자치도의 축제 목록
- 충청북도의 축제 목록
- 충청남도의 축제 목록
- 전북특별자치도의 축제 목록
- 전라남도의 축제 목록
- 경상북도의 축제 목록
- 제주특별자치도의 축제 목록